# Торнике Еріставі
Торнике Еріставі (груз. თორნიკე ერისთავი) (помер у 985) — колишній грузинський воєначальник і чернець, відомий як засновник грузинської православного монастиря Івірон на Афоні в сучасній північно-східній Греції. Торніке Еріставі походив із знатного грузинського дворянського роду, близького до правлячої династії Багратіоні.